# Valéria Luercy
Valéria Luercy (Jaguariaíva, Paraná, 3 de novembro de 1938 - São Paulo, São Paulo, 30 de julho de 1993), nome artístico de Luerci Moreira Banach, foi uma atriz e humorista brasileira.

## Biografia
Filha do casal Alcidina Moreira Banach (Dona Dica) e Antenor Banach, Luerci Moreira Banach nasceu em Jaguariaíva em 1938. Iniciou seus estudos no Grupo Escolar do Bairro Matarazzo, na mesma cidade, obtendo boas notas nas disciplinas científicas e humanísticas.
No final da década de 1950, transferiu-se para o Rio de Janeiro, iniciando na carreira artística como modelo fotográfica. Adiante tornou-se vedete no memorável Teatro de Revista, onde em 1960 é eleita pela Associação Brasileira de Críticos Teatrais (ABCT) à Melhor Atriz do Teatro Musicado Popular, tendo sido lhe outorgado um diploma por tal conquista. Logo, foi contratada pela Rádio e TV Record, onde obteve notoriedade com seus trabalhos no mundo da música, compondo e gravando diversas canções, sobretudo marchas carnavalescas. Porém o que iria consagrar à jovem atriz seria o trabalho no humorístico, Praça da Alegria. Neste último Luercy interpretava ao lado do ator ituano Francisco Flaviano de Almeida, o Simplício, o quadro Ofélia e Osório, um marco para o humorístico, que voltaria a ser encenado pela dupla, ainda na TV Globo em 1977, assim como no SBT, no programa A Praça é Nossa no final dos anos de 1980.
Devido à sua participação neste quadro com Simplício, onde contribuiu na criação do bordão que consagrou a cidade de Itu, onde "tudo é grande, tudo é maior", Valéria Luercy recebeu diversas homenagens da cidade, nas diversas vezes que lá esteve a convite dos poderes constituídos do município e do próprio Simplício para participar de eventos públicos.
Em meados da década de 1970, Luerci ingressou no curso de bacharelado em direito, onde após sua formação inicia a carreira de advogada. Porém o que satisfazia mesmo à atriz eram as câmeras e os holofotes, o que levou ao retorno de Valéria Luercy no início da década de 1980 à TVS (hoje SBT), trabalhando como atriz e redatora.
Participante do programa A Praça é Nossa, criou a personagem Pureza, uma mulher ingênua que vive na esperança de arrumar um marido. Um marco na carreira da atriz, que interpretou tal personagem até o seu falecimento, ocorrido aos 54 anos de idade.
Em Jaguariaíva, foi homenageada com o Cine Teatro Municipal recebendo o seu nome (Cine Teatro Municipal Valéria Luercy).